# Yang Ling
Dans ce nom chinois, le nom de famille, Yang, précède le nom personnel.
Yang Ling (né le 24 mai 1972 à Pékin) est un tireur sportif chinois.
Il remporte le titre olympique dans l'épreuve de la cible mobile 10 mètres aux Jeux olympiques d'été de 1996 à Atlanta ainsi qu'aux Jeux olympiques d'été de 2000 à Sydney.